# 竹內利光
竹內利光（日语：／ Takeuchi Toshimitsu，1969年—），日本男編劇。出身於北海道。

## 人物
玉川大學畢業。1991年，參加日本編劇作家協會第17期劇本講座。目前主要活躍於動畫作品。

## 參加作品
粗體字表示劇本統籌作品。

### 電視動畫
2004年
2005年
- 動物橫町
- 魔法娜娜咪

2006年
- 陰守忍者！
- 帝托拉傳奇
- 童話槍手小紅帽
- 無敵看板娘
- 工作狂人

2007年
- 新勇者萊汀（日语：REIDEEN）
- 花鈴的魔法戒

2008年
- Keroro軍曹
- Battle Spirits 少年突破馬神
- 女王之刃 流浪戰士
- 元氣媽媽
- 寶石寵物
- 女王之刃 王位繼承者
- Weiβ Survive R

2009年
- 百花繚亂 SAMURAI GIRLS
- 一騎當千 XTREME XECUTOR
- 遊☆戲☆王ZEXAL

2012年
- 武裝神姬
- 新網球王子
- 李洛克的青春全力忍傳
- 女王之刃 叛亂
- 寶石寵物 Kira☆Deco！
- 超速變形螺旋傑特

2013年
- 機巧少女不會受傷
- 最強銀河 究極ZERO Battle Spirits

2014年
- 信長之槍
- 排球少年!!
- 天雷爭霸：復仇者聯盟
- 精靈使的劍舞
- 法蘭雀絲卡（主要編劇）

2015年
- 御神樂學園組曲
- 寶石寵物 魔法變身
- 聖鬥士星矢 黃金魂 -soul of gold-
- 見習神仙精靈（全139回中22回38話執筆）
- 境界觸發者

2016年
- 最終騎士
- 少年阿貝GO！GO！小芝麻（日语：少年アシベ）[注 1]
- 夢幻之星Online2 THE ANIMATION

2017年
- ElDLIVE宇宙警探
- 漫威未來復仇者聯盟（日语：マーベル フューチャー・アベンジャーズ）

2018年
- 我家的烏丘帕斯（日语：うちのウッチョパス）
- 卡利古拉 -Caligula-
- KIRA KIRA HAPPY★ 打開吧！見習神仙精靈（全55回中8回14話執筆）

2020年
- 遊☆戲☆王SEVENS

2021年
- SD鋼彈世界 群英集（日语：SDガンダムワールド ヒーローズ）

2022年
- 與變成了異世界美少女的大叔一起冒險[2]
- 遊☆戲☆王GO RUSH

2023年
- 魔術士歐菲 流浪之旅 阿邦拉瑪篇
- 魔法少女毀滅者

2024年
- 地下城中的人

### OVA
2010年
- 女王之刃 美麗的鬥士們

2011年
- 網球王子OVA ANOTHER STORY II ～那時的我們

### 真人電影
2007年
- ROBO☆ROCK（日语：ROBO☆ROCK）

## 腳註